# Liste der Gouverneure von Velletri
Der Titel eines Gouverneur von Velletri wurde dem Kardinalbischof von Velletri, der auch immer Kardinaldekan war, zum ersten Mal von Papst Paul III. im Jahre 1548 in einem Breve verliehen.
Papst Sixtus V. änderte nach dem Tod von Kardinal Alessandro Farnese il giovane am 5. März 1589 dies. Der Nachfolger Gregor XIV. nahm die Änderung am 23. März 1591 im Breve Si de restituendis wieder zurück und stellte die weltliche Macht des Kardinalbischofs wieder her. Im September 1870 wurde der Titel mit Ende des Kirchenstaates abgeschafft.
| Name                                                | Ernennung     | Abtritt            |
| --------------------------------------------------- | ------------- | ------------------ |
| Giovanni Domenico De Cupis                          | 1548          | 1553               |
| Gian Pietro Carafa                                  | 1553          | 1555               |
| Jean du Bellay                                      | 1555          | 1560               |
| François de Tournon                                 | 1560          | 1562               |
| Rodolfo Pio de Carpi                                | 1562          | 1564               |
| Francesco Pisani                                    | 1564          | 1570               |
| Giovanni Girolamo Morone                            | 1570          | 1580               |
| Alessandro Farnese il giovane                       | 1580          | 5. März 1589       |
| –                                                   | 1589          | 1591               |
| Alfonso Gesualdo                                    | 23. März 1591 | 1603               |
| Tolomeo Gallio                                      | 1603          | 1607               |
| Domenico Pinelli                                    | 1607          | 1611               |
| François de Joyeuse                                 | 1611          | 1615               |
| Antonio Maria Galli                                 | 1615          | 1620               |
| Antonio Maria Sauli                                 | 1620          | 1623               |
| Francesco Maria Bourbon Del Monte                   | 1623          | 1626               |
| Ottavio Bandini                                     | 1626          | 1629               |
| Giovanni Battista Deti                              | 1629          | 1630               |
| Domenico Ginnasi                                    | 1630          | 1639               |
| Carlo Emanuele Pio di Savoi senior                  | 1639          | 1641               |
| Marcello Lante della Rovere                         | 1641          | 1652               |
| Giulio Roma                                         | 1652          | 1652               |
| Carlo di Ferdinando de’ Medici                      | 1652          | 1666               |
| Francesco Barberini der Ältere                      | 1666          | 1679               |
| Cesare Facchinetti                                  | 1680          | 1683               |
| Niccolò Albergati-Ludovisi                          | 1683          | 1687               |
| Alderano Cibo                                       | 1687          | 1700               |
| Emmanuel-Theodose de la Tour d’Auvergne de Bouillon | 1700          | 1715               |
| Nicola Acciaiouli                                   | 1715          | 1719               |
| Fulvio Astalli                                      | 1719          | 1721               |
| Sebastiano Antonio Tanara                           | 1721          | 1724               |
| Francesco del Giudice                               | 1724          | 1725               |
| Fabrizio Paolucci                                   | 1725          | 1726               |
| Francesco Barberini der Jüngere                     | 1726          | 1738               |
| Pietro Ottoboni                                     | 1738          | 1740               |
| Tommaso Ruffo                                       | 1740          | 1753               |
| Pietro Luigi Carafa                                 | 1753          | 1755               |
| Raniero d’Elci                                      | 1756          | 1761               |
| Giuseppe Spinelli                                   | 1761          | 1763               |
| Carlo Alberto Guidobono Cavalchini                  | 1763          | 1774               |
| Fabrizio Serbelloni                                 | 1774          | 1775               |
| Giovanni Francesco Albani                           | 1775          | 1803               |
| Henry Benedict Maria Clement Stuart of York         | 1803          | 1807               |
| Leonardo Antonelli                                  | 1807          | 17. März 1809      |
| Alessandro Mattei                                   | 1814          | 1820               |
| Giulio Maria della Somaglia                         | 1820          | 1830               |
| Bartolomeo Pacca                                    | 1830          | 1844               |
| Ludovico Micara OFMCap                              | 1844          | 1847               |
| Vincenzo Macchi                                     | 1847          | 1860               |
| Mario Mattei                                        | 1860          | 20. September 1870 |